# Mogrus praecinctus
Mogrus praecinctus là một loài nhện trong họ Salticidae.
Loài này thuộc chi Mogrus. Mogrus praecinctus được Eugène Simon miêu tả năm 1890.